# Verdedigingsleger van Nagorno-Karabach

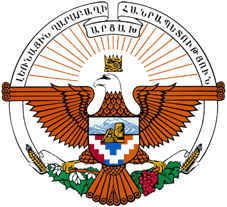
Wapenschild van Nagoro Karabach

Het Verdedigingsleger van Nagorno-Karabach (Armeens: Լեռնային Ղարաբաղի Հանրապետության Պաշտպանության Բանակ) was het leger van de internationaal niet-erkende Republiek Nagorno-Karabach (Artsach) en werd opgericht op 5 mei 1992. Het verenigde losse verdedigingseenheden die in de eerste jaren van de Oorlog in Nagorno-Karabach vochten tegen Sovjeteenheden en de Azerbeidzjaanse strijdkrachten. Het leger van Nagorno-Karabach beschikte over 15.000-20.000 officieren en soldaten.
Daags na de Azerbeidzjaanse aanval op Nagorno-Karabach in 2023 werd het leger op 20 september 2023 ontbonden.

## Belangrijkste veldslagen
- Slag om Sjoesja  op 9 mei 1992
- Doorbraak van de Laçın-corridor (tussen Armenië en Nagorno-Karabach) in 1992
- Slag om Mardakert in 1992 – 1994
- Schermutselingen van Mardakert op 4 maart 2008
- Oorlog in Nagorno-Karabach (2016) van 1 april 2016 – 5 april 2016
- Oorlog in Nagorno-Karabach (2020) van 27 september 2020 – 10 november 2020
- Aanval op Nagorno-Karabach in 2023 op 19 en 20 september 2023